# Юнацька збірна Гібралтару з футболу (U-19)
Юнацька збірна Гібралтару з футболу (U-19) — національна футбольна збірна Гібралтару, що складається із гравців віком до 19 років. Керівництво командою здійснює Футбольна асоціація Гібралтару.
Головним турніром для команди є Юнацький чемпіонат Європи з футболу (U-19), право участі у якому збірна Гібралтару отримала 2013 рок після прийняття його футбольної асоціації до УЄФА. Після входження асоціації до ФІФА у 2016 році успішний виступ на континентальному чемпіонаті U-19 дозволяє отримати путівку на Молодіжний чемпіонат світу, у якому команда може брати участь вже у форматі збірної U-20. Також може бути учасником товариських і регіональних змагань.